# Halimochirurgus alcocki
Halimochirurgus alcocki är en fiskart som beskrevs av Weber 1913. Halimochirurgus alcocki ingår i släktet Halimochirurgus och familjen Triacanthodidae. Inga underarter finns listade i Catalogue of Life.